# 이니셜 D 아케이드 스테이지
《이니셜D 아케이드 스테이지》(Initial D Arcade Stage)는 일본 만화 이니셜D를 주제로 한 오락실 게임 시리즈이다. 이 시리즈 중 버전3이 플레이스테이션 포터블로 이식된 것이 이니셜D 스트리트 스테이지이다. 2002년 처음 출시되었고, 2003년 버전2, 2004년 버전3, 2006년 버전4, 2009년 버전5, 2011년 버전6 AA(더블에이스), 2012년 버전7 AAX(더블에이스크로스), 2014년 버전8(인피니티), 2017년 버전0(제로)가 원작 애니메이션의 진행과 비슷하게 각각 업그레이드 되면서 출시되었다.

## 게임 모드

### 공도최속전설(Legend Of The Street)
원작의 캐릭터들이 라이벌로 등장하며 그들과 배틀을 벌이는 모드이다.

### 타임어택(Time Attack)
원작 코스를 혼자 달려서 기록을 겨루는 모드이다. 자기(카드) 최고 기록, 점포별 최고 기록, 세가에서 제공하는 인터넷 랭킹을 이용한 세계의 최고 기록 등을 겨룰 수 있다.

### 분타 챌린지(Bunta Challenge)
이니셜D의 캐릭터 후지와라 분타에게 도전하는 모드이다. Ver 2 ~ 3에서만 할 수 있다. 코스별로 분타와 배틀을 벌인다. 분타에게 이기면 포인트를 얻고 지면 포인트를 잃는다. 등급별로 도전할 수 있으며 등급 5까지는 보통 수준의 AE86, 20까지는 개량된 86, 그 이상부터는 스바루 임프레자를 타고 나온다. Ver 4부터는 분타 첼린지가 없는 대신 공도최속전설에서 숨겨진 라이벌로 등장한다(최종보스라 봐도 무방하다).
하지만 분타 첼린지를 하려면 이니셜D 카드가 필요하고 1000포인트가 필요하지만 어떤 기종은 카드 없이 분타 첼린지가 되는 경우도 있는데 기기 오류로 추측된다.

### 대전(VS)
점포 내에서 다른 상대와 배틀을 할 수 있는 모드이다.

### 전국 대전
아케이드 스테이지 4와 5에서 할 수 있는 온라인 플레이이다.
※ 해외판에서는 플레이 불가능

+추가 : 2010년 8월 28일 기준으로, 아케이드 스테이지 5는 일본 외에도 상하이, 타이완, 홍콩, 싱가포르의 국가에서도 전국대전을 할 수 있다.

### 스토리 모드
※ 이 모드는 플레이 스테이션 2로 출시된 스페셜 스테이지에서 가능하다.
원작 만화의 캐릭터 중 후지와라 타쿠미, 다카하시 케이스케, 다카하시 료스케 중 한명의 시점으로 원작 스토리에 따라서 플레이한다.

## 사운드트랙
배경음악은 애니메이션판과 동일하게 유로비트 음악을 사용하고 있다.
| 1. Space Boy - Dave Rodgers 2. Don't Stop The Music - Lou Grant 3. Love Is In Danger - Priscilla 4. Grand Prix - Mega NRG Man 5. Beat Of The Rising Sun - Dave Rodgers 6. Heartbeat - Nathalie 7. Live in Tokyo - Kelly Wright (Instrumental) | 1. Gamble Rumble - M.o.v.e - ( opening ) 2. Space Boy - Dave Rodgers 3. Night of Fire - Niko 4. Don't Stop The Music - Lou Grant 5. Love Is In Danger - Priscilla 6. Killing My Love - Leslie Parrish 7. Running In The 90's - Max Coveri 8. Grand Prix - Mega NRG Man 9. Beat Of The Rising Sun - Dave Rodgers 10. Heartbeat - Nathalie 11. Rock Me To The Top - Dusty 12. Station to Station - Derrick Simons 13. The Race Is Over - Dave Rodgers - ( ending ) |

| 1. Gamble Rumble - Move (intro only) 2. Speedy Speed Boy - Marko Polo (Myogi Stage) 3. Remember Me - Leslie Parrish (Usui Stage) 4. Save Me - Leslie Parrish (Akagi Stage) 5. Over the Rainbow - Powerful T (Akina Stage) 6. Stop Your Self Control - Marko Polo (Akina Night/Snow Stage) 7. Crazy for Love - Dusty (Irohazaka Stage) 8. Express Love - Mega NRG Man (Happogahara Stage) 9. Blackout - Overload (Shomaru Stage) 10. Fall in the Web of Desire - Powerful T (Tsuchisaka Stage) 11. Pamela - Matt Land (Tsuchisaka Stage) 12. Fight for Love Tonight - Ace Warrior (Tsuchisaka Stage) 13. Dancin' in My Dreams - J. Storm (End Credits) | 1. -Out Of Kontrol- - m.o.v.e (intro only) 2. Dive Into Stream - m.o.v.e (PS3 intro only) 3. Let's Go, Come On - Manuel 4. Go Beat Crazy - Fastway 5. Speed Car - D-Team 6. Fly Me To The Moon & Back - The Spiders From Mars 7. Revolution - Fastway 8. We'll See Heaven - Digital Planet 9. All Around - Lia 10. Eldorado - Dave Rodgers 11. Raising Hell - Fastway 12. Space Love - Fastway 13. No Control - Manuel 14. Forever Young - Symbol 15. Rider Of The Sky - Ace 16. The Fire's On Me - Spock 17. Namida 3000 - m.o.v.e (ending) 18. Keep on Movin - m.o.v.e (PS3 ending) |

| 1. BLAZABILITY m.o.v.e 2. Looka Bomba - GO 2 3. Sun in The Rain - MANUEL 4. Sweet Sixteen Girl - CANDY TAYLOR 5. Love is The Name of Love - IRENE 6. Adrenaline - MANUEL 7. Right Now - DARK ANGELS 8. Black U.F.O - LUPIN 9. Gas Gas Gas - MANUEL 10. Chemical Love - KEVIN & CHERRY 11. Disco Fire - DAVE RODGERS 12. Midnight Love - NEO 13. Rockin' Hardcore - FASTWAY 14. Speed Man - DAVE SIMON 15. Fighting! - CODY 16. Lady Butterfly - m.o.v.e - 이니셜D 아케이드 스테이지 공식 사이트 |